# Ceratopsia
Super-famille
Les Ceratopsia ou cératopsiens (« visages cornus ») constituent un groupe fossile de dinosaures herbivores qui a proliféré en Asie et en Amérique du Nord au Crétacé. La super-famille inclut les familles Psittacosauridae (bipèdes, certains possédant des épines semblables à celles du porc-épic), Protoceratopsidae et Ceratopsidae, qui toutes deux sont représentées par des quadrupèdes caractérisés par leurs cornes et collerettes. Ces collerettes pourraient être apparues en tant que point d'attache musculaire, pour plus tard s'étendre pour la défense et/ou la parade.
Le groupe semble être originaire d'Asie. Les psittacosauridés, membres les plus primitifs, apparurent en Chine au Crétacé inférieur. Les protocératopsidés, eux, se sont répandus un peu partout en Asie ; on connait même quelques néocératopsiens de base en Amérique du Nord. Les énormes cératopsidés, eux, vécurent exclusivement au Crétacé supérieur dans l'ouest de l'Amérique du Nord, où ils ont évolué pour acquérir une taille immense et des formes élaborées de cornes et de collerettes. Les cératopsiens formaient une partie importante des écosystèmes terrestres du Mésozoïque : Protoceratops est l'un des dinosaures les plus abondants à la fin du Crétacé en Mongolie, tandis que les cératopsidés abondent de l'autre côté du Pacifique, au Crétacé supérieur en Amérique du Nord. Les cératopsiens allaient de 1 mètre de long et 23 kg en masse à plus de 9 mètres de long et 5 400 kg.
Parmi les cératopsiens les plus connus, on trouve les genres Psittacosaurus, Protoceratops, Triceratops, Torosaurus, Centrosaurus, Styracosaurus et Pachyrhinosaurus. Triceratops est de loin le plus connu des cératopsiens par le grand public. Il est traditionnel pour les noms de genre de cératopsiens de se terminer par « -ceratops » mais ce n'est pas toujours le cas. Un des premiers genres à être nommé ainsi est le genre Ceratops lui-même, qui a donné son nom au groupe, bien qu'il soit considéré maintenant comme un nomen dubium car ses restes fossiles n'ont pas certaines caractéristiques distinctives trouvées chez les autres cératopsiens.

## Anatomie

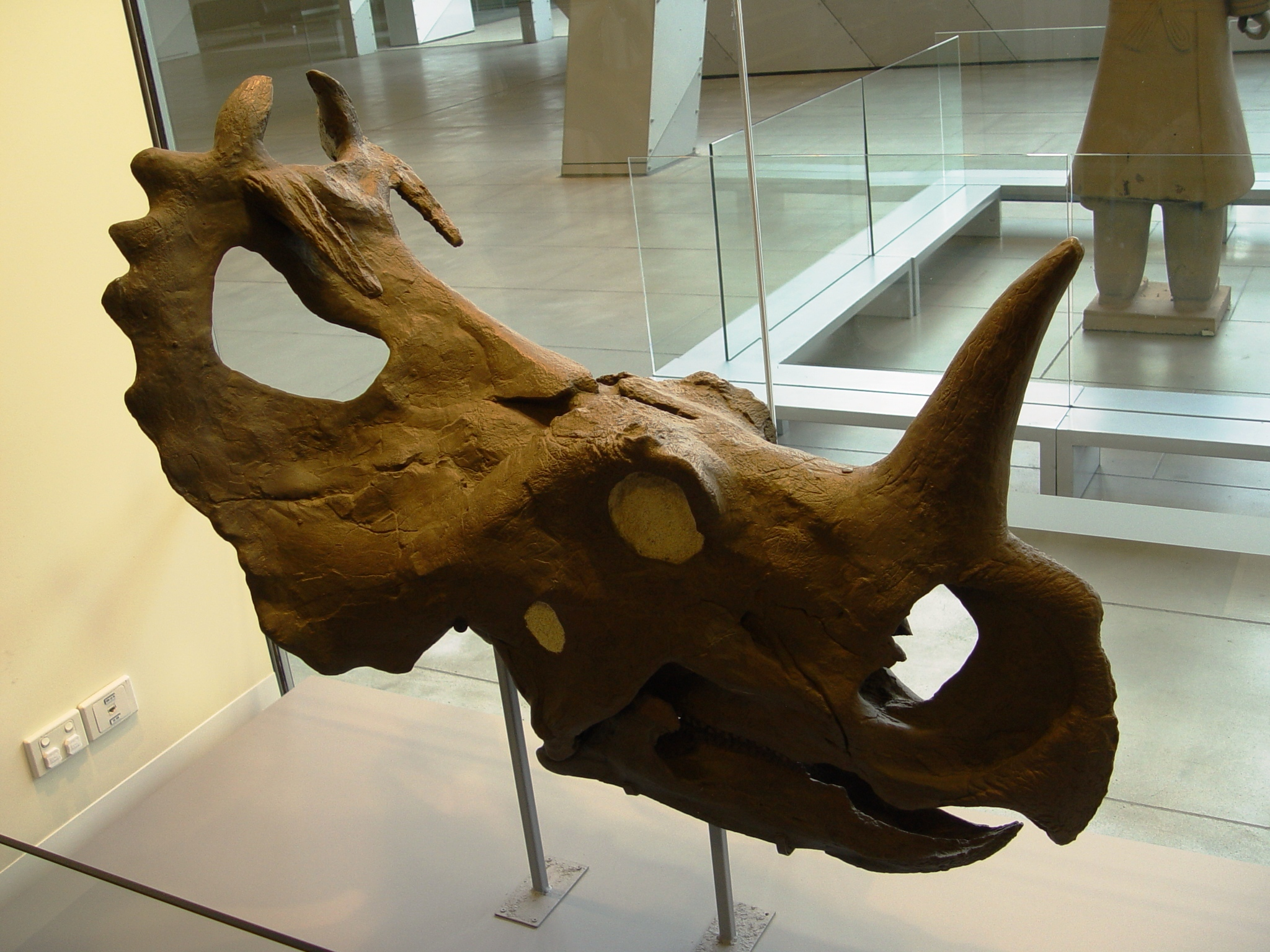
Centrosaurus, avec sa grande corne nasale, ses gigantesques époccipitaux et ses processus osseux pointant en avant et au-dessus de la collerette (Musée de Melbourne).

Les cératopsiens sont facilement reconnaissables par les caractéristiques de leur crâne. À l’extrémité antérieure de la mâchoire supérieure des cératopsiens se trouve l'os rostral, un os trouvé nulle part ailleurs dans le règne animal. Avec le prédentaire, qui forme la pointe de la mandibule chez tous les ornithischiens, l'os rostral forme une sorte de bec de perroquet. En outre, l'os jugal situé en dessous de l'orbite est très grand et arrondi sur les côtés, ce qui rend le crâne quelque peu triangulaire vu de dessus. Cet aspect triangulaire est accentué plus tard chez les cératopsiens, par l'extension vers l'arrière de l'os pariétal et l'os squamosal du sommet de la tête, pour former la collerette cervicale,.

## Historique de l'étude
Les premiers restes de cératopsiens connus de la science ont été découverts par Fielding Bradford Meek au cours d'une expédition de la Commission géologique et des levés géographiques des Territoires des États-Unis dirigée par le géologue américain FV Hayden. En 1872, Meek a trouvé plusieurs ossements géants dépassant du versant d'une colline dans le sud-ouest du Wyoming. Il a prévenu le paléontologue Edward Drinker Cope, qui a dirigé une fouille pour récupérer le squelette partiel. Cope a reconnu ces restes comme ceux d'un dinosaure, mais a noté que même si les fossiles n'avaient plus de crâne, ils étaient différents de n'importe quel type de dinosaure connu jusqu'alors. Il a nommé la nouvelle espèce Agathaumas sylvestris, ce qui signifie «grand prodige de la forêt ».

## Classification
Le nom Ceratopsia a été inventé par Othniel Charles Marsh en 1890 pour inclure les dinosaures présentant certaines caractéristiques, comme des cornes, un os rostral, des dents avec deux racines, des vertèbres cervicales fusionnées et un pubis orienté vers l'avant. Marsh a examiné le groupe suffisamment différent des autres au point de créer sa propre superfamille dans les Ornithischia. Le nom est dérivé du grec κέρας / kéras, « corne » et ὄψις / ópsis, « vue, apparence » . Dès les années 1960, on noté que le nom Ceratopsia était linguistiquement incorrect et qu'il devrait être remplacé par Ceratopia. Toutefois, cette orthographe, tout en étant techniquement correcte, n'a été utilisée que rarement dans la littérature scientifique, et la grande majorité des paléontologues continue à utiliser Ceratopsia. Comme le ICZN ne régit pas les taxons au-dessus du niveau de la super-famille, il est peu probable qu'il soit changé.

### Taxonomie

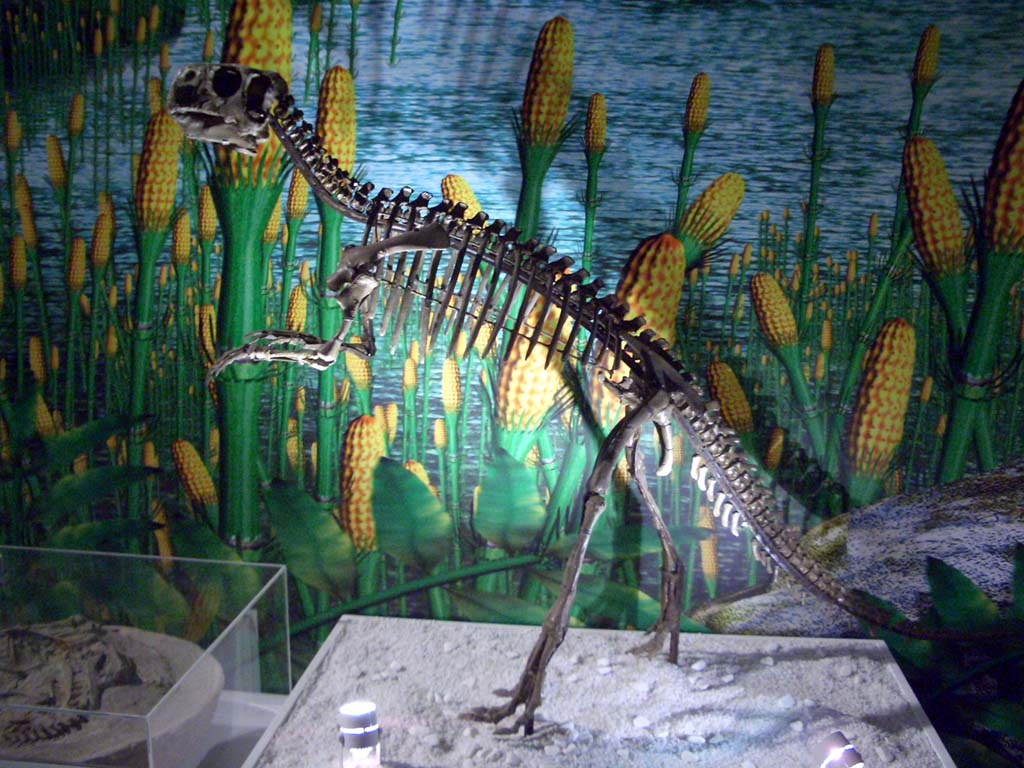
Psittacosaurus, un cératopsien primitif

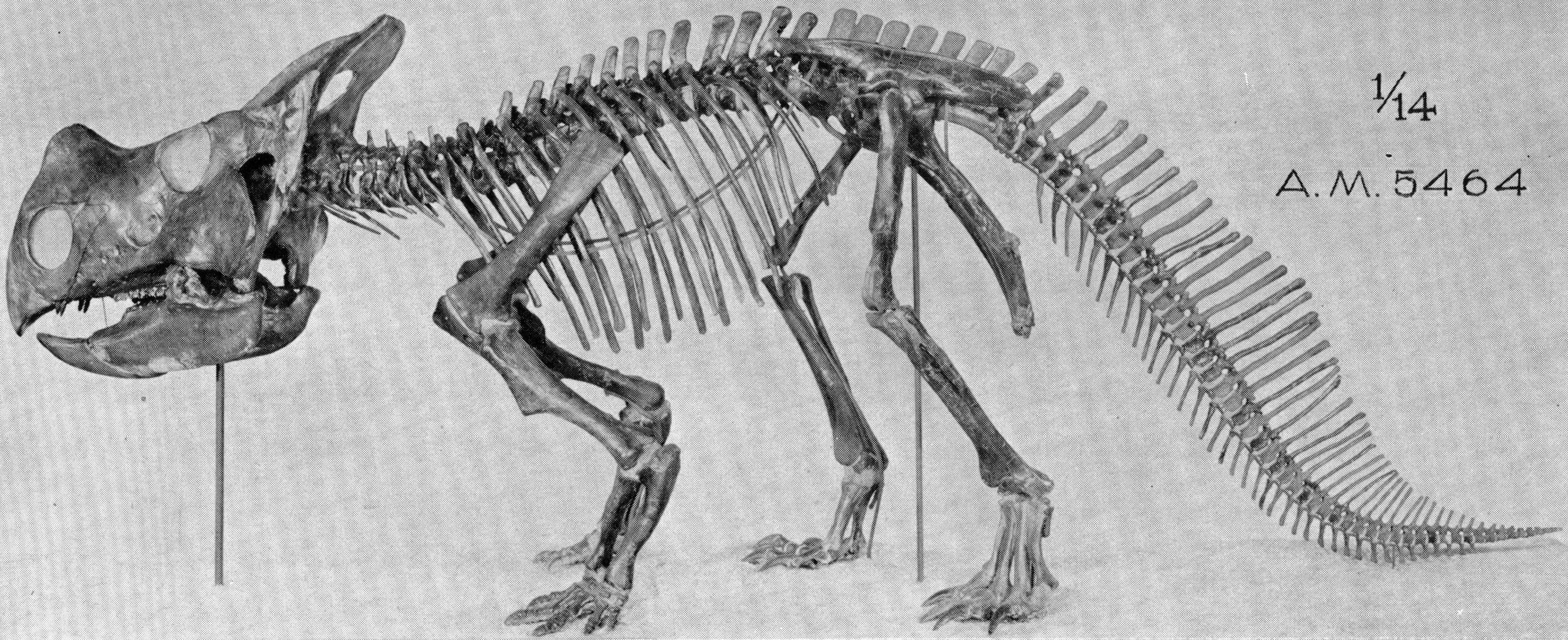
Montanoceratops, un leptocératopsidé

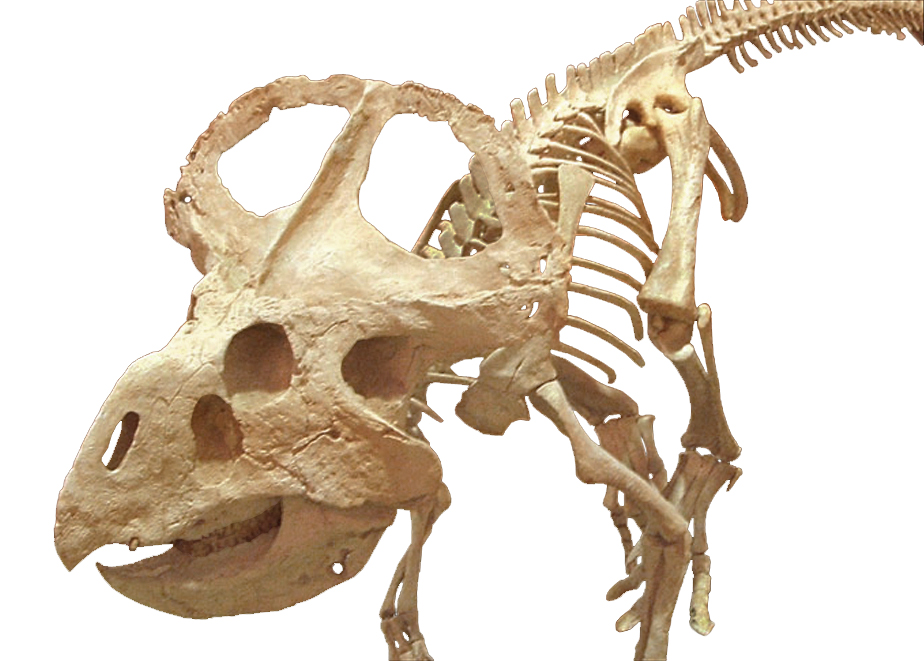
Squelette d'un protocératopsidé typique : Protoceratops au Wyoming Dinosaur Center

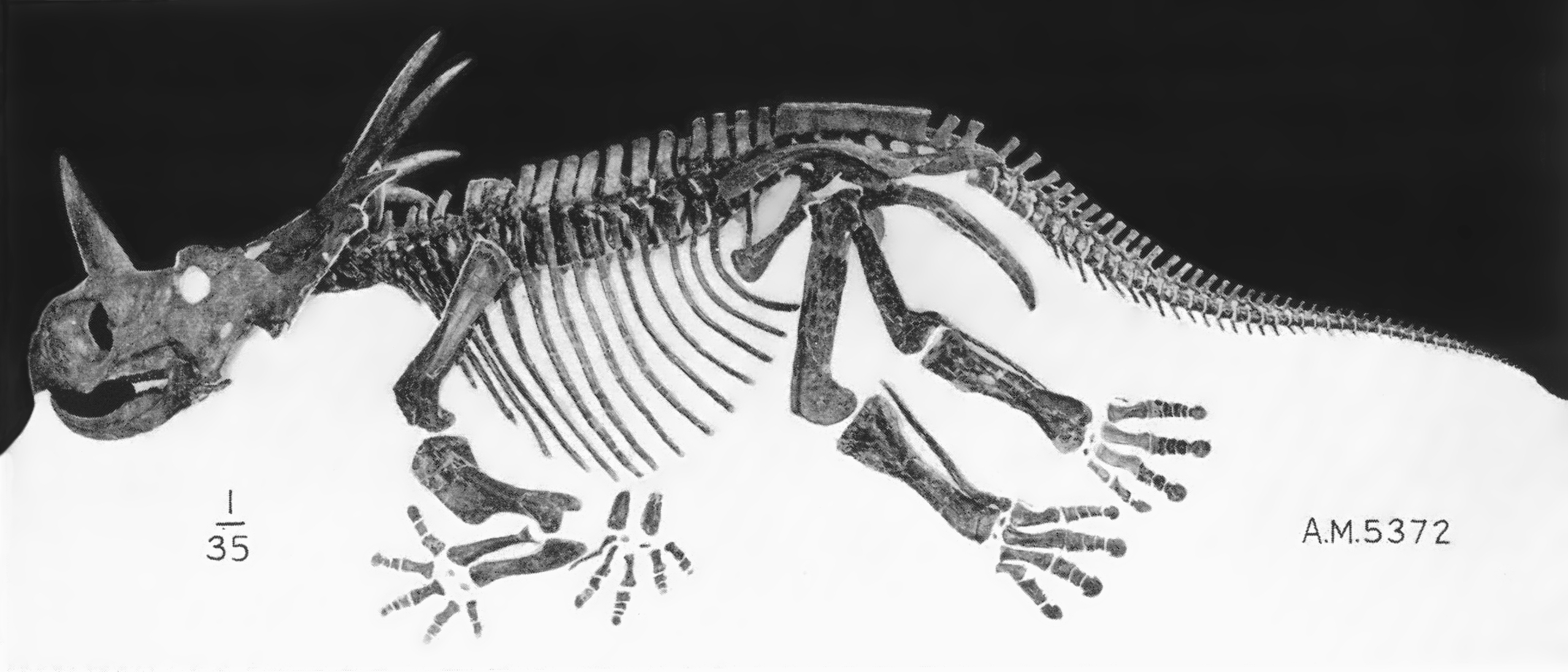
Styracosaurus, un cératopsidé

À la suite de Marsh, les Ceratopsia ont généralement été considérés comme un sous-ordre au sein de l'ordre des Ornithischia. Alors que ce type de taxonomie est largement tombé en désuétude chez les paléontologues spécialistes des dinosaures, certains chercheurs continuent d'employer une telle classification, même si les auteurs divergent sur le rang que les Ceratopsia devraient occuper. La plupart de ceux qui emploient encore cet ancien type de classification ont conservé son rang traditionnel de sous-ordre alors que certains l'ont réduit au niveau de l'infra-ordre.
Voici une liste de genres de cératopsiens avec leur classification et leur emplacement :
- Infra-ordre des Ceratopsia
  - Yinlong (Xinjiang, Chine occidentale)
  - Famille des Chaoyangsauridae
    - Chaoyangsaurus (Liaoning, nord-est de la Chine)
    - Hualianceratops[10] (Xinjiang, Chine occidentale)
    - Xuanhuaceratops (Hebei, Chine)

  - Famille des Psittacosauridae
    - Hongshanosaurus (Liaoning, nord-est de la Chine)
    - Psittacosaurus (Chine et Mongolie)

  - Clade des Neoceratopsia
    - Auroraceratops (Gansu, nord-ouest de la Chine)
    - Helioceratops[11] (Jilin, nord-ouest de la Chine)
    - Koreaceratops[12]  (Corée du Sud)
    - Yamaceratops (Mongolie)
    - Famille des Archaeoceratopsidae
      - Archaeoceratops (Gansu, nord-ouest de la Chine)
      - Liaoceratops (Liaoning, nord-est de la Chine)

    - Famille des Bagaceratopidae
      -  ? Ajkaceratops  (Hongrie)
      - Bagaceratops (Mongolie)
      - Breviceratops (Mongolie)
      - Graciliceratops(Mongolie)
      - Lamaceratops (Mongolie)
      - Magnirostris (Mongolie-Intérieure, Chine)
      - Platyceratops (Mongolie)

    - Famille des Leptoceratopsidae
      -  ? Bainoceratops (Mongolie)
      -  ?Serendipaceratops (Australie)
      - Asiaceratops (Chine, Mongolie, Ouzbékistan)
      - Cerasinops (Montana, États-Unis)
      - Gryphoceratops (Alberta, Canada)
      - Leptoceratops (Alberta, Canada & Wyoming, États-Unis)
      - Montanoceratops (Montana, États-Unis)
      - Prenoceratops (Montana, États-Unis)
      - Udanoceratops (Mongolie)
      - Unescoceratops (Canada)
      - Zhuchengceratops (Zhucheng, Chine)

    - Famille des Protoceratopsidae
      - Graciliceratops (Mongolie)
      - Protoceratops (Mongolie)

    - Super-famille des Ceratopsoidea
      - Zuniceratops (Nouveau-Mexique, États-Unis)
      - Famille des Ceratopsidae

Plusieurs genres asiatiques ne sont connus que par des fragments osseux et peuvent possiblement ne pas être valides : Asiaceratops, Kulceratops et Microceratus. Les possibles cératopsiens de l'hémisphère sud comprennent le Serendipaceratops australien, connu à partir d'un cubitus et le Notoceratops d'Argentine connu par une simple mâchoire édentée (qui a été perdue). Il existe aussi deux genres de l'hémisphère nord américain connus que par quelques fragments possiblement non-valide, qui sont l'Agathaumas et le Cératops, ce dernier étant pourtant le genre ayant donné le nom à la super-famille.

### Phylogénie
Les paléontologues sont aujourd'hui d'accord sur la structure globale de l'arbre généalogique des cératopsiens, même s'il existe des différences sur des taxons particuliers. Il y a eu plusieurs études cladistiques réalisées sur les cératopsiens primitifs depuis 2000. Aucun ne retrouve tous les taxons énumérés ci-dessus et il y a encore beaucoup de différences entre les études.
Comme clade phylogénétique basé sur la taxonomie, Ceratopsia est souvent défini comme incluant tous les marginocéphaliens plus étroitement liés à Triceratops qu'à Pachycephalosaurus. Selon cette définition, les plus anciens cératopsiens connus sont Yinlong, qui a vécu à partir de la fin du Jurassique, et Chaoyangsaurus et la famille des psittacosauridés, datant de la période du Crétacé inférieur, qui ont tous été découverts dans le nord de la Chine ou en Mongolie. L'os rostral et les os jugaux évasés sont déjà présents chez toutes ces formes, ce qui indique que des cératopsiens encore plus anciens restent à découvrir.
Le clade Neoceratopsia comprend tous les cératopsiens ayant des traits dérivés des psittacosauridés. Un autre sous-ensemble de néoceratopsiens est appelé Coronosauria et comprend actuellement tous les cératopsiens ayant des traits dérivés qu’Auroraceratops. Les coronosaures sont les premiers à avoir développé la collerette du cou et la fusion des premières vertèbres cervicales pour soutenir leur tête qui devenait de plus en plus lourde. Dans Coronosauria, on distingue généralement trois groupes, bien que les membres de ces groupes varient quelque peu selon les études et que certains animaux puissent n'appartenir à aucun d'entre eux. Un groupe pourrait être appelé Protoceratopsidae et comprendre Protoceratops et ses plus proches parents, tous asiatiques. Un autre groupe, Leptoceratopsidae, comprendrait des animaux principalement nord-américaines qui sont plus étroitement liés à Leptoceratops. Les Ceratopsoidea comprennent des animaux comme Zuniceratops qui sont plus étroitement liés à la famille des Ceratopsidae. Cette dernière famille comprend Triceratops et tous les grands cératopsiens nord-américains et est divisée en deux sous-familles : Centrosaurinae et Ceratopsinae (aussi connue sous le nom de Chasmosaurinae).

### Cladogramme
Le cladogramme ci-dessous, publié par Zheng et ses collègues en 2009, illustre la classification actuelle des Marginocephalia.
|         | Goyocephale                                                            |
|         |                                                                        |
| unnamed | \| \| Homalocephale \| \| \| \| \| \| Pachycephalosauridae \| \| \| \| |
|         | \| \| Homalocephale \| \| \| \| \| \| Pachycephalosauridae \| \| \| \| |
|         | Homalocephale                                                          |
|         |                                                                        |
|         | Pachycephalosauridae                                                   |
|         |                                                                        |

|  | Homalocephale        |
|  |                      |
|  | Pachycephalosauridae |
|  |                      |

|         | Goyocephale                                                            |
|         |                                                                        |
| unnamed | \| \| Homalocephale \| \| \| \| \| \| Pachycephalosauridae \| \| \| \| |
|         | \| \| Homalocephale \| \| \| \| \| \| Pachycephalosauridae \| \| \| \| |
|         | Homalocephale                                                          |
|         |                                                                        |
|         | Pachycephalosauridae                                                   |
|         |                                                                        |

|  | Homalocephale        |
|  |                      |
|  | Pachycephalosauridae |
|  |                      |

|         | Archaeoceratops                                                    |
|         |                                                                    |
| unnamed | \| \| Leptoceratopsidae \| \| \| \| \| \| Coronosauria \| \| \| \| |
|         | \| \| Leptoceratopsidae \| \| \| \| \| \| Coronosauria \| \| \| \| |
|         | Leptoceratopsidae                                                  |
|         |                                                                    |
|         | Coronosauria                                                       |
|         |                                                                    |

|  | Leptoceratopsidae |
|  |                   |
|  | Coronosauria      |
|  |                   |

|         | Archaeoceratops                                                    |
|         |                                                                    |
| unnamed | \| \| Leptoceratopsidae \| \| \| \| \| \| Coronosauria \| \| \| \| |
|         | \| \| Leptoceratopsidae \| \| \| \| \| \| Coronosauria \| \| \| \| |
|         | Leptoceratopsidae                                                  |
|         |                                                                    |
|         | Coronosauria                                                       |
|         |                                                                    |

|  | Leptoceratopsidae |
|  |                   |
|  | Coronosauria      |
|  |                   |

|         | Archaeoceratops                                                    |
|         |                                                                    |
| unnamed | \| \| Leptoceratopsidae \| \| \| \| \| \| Coronosauria \| \| \| \| |
|         | \| \| Leptoceratopsidae \| \| \| \| \| \| Coronosauria \| \| \| \| |
|         | Leptoceratopsidae                                                  |
|         |                                                                    |
|         | Coronosauria                                                       |
|         |                                                                    |

|  | Leptoceratopsidae |
|  |                   |
|  | Coronosauria      |
|  |                   |

|         | Archaeoceratops                                                    |
|         |                                                                    |
| unnamed | \| \| Leptoceratopsidae \| \| \| \| \| \| Coronosauria \| \| \| \| |
|         | \| \| Leptoceratopsidae \| \| \| \| \| \| Coronosauria \| \| \| \| |
|         | Leptoceratopsidae                                                  |
|         |                                                                    |
|         | Coronosauria                                                       |
|         |                                                                    |

|  | Leptoceratopsidae |
|  |                   |
|  | Coronosauria      |
|  |                   |

|         | Archaeoceratops                                                    |
|         |                                                                    |
| unnamed | \| \| Leptoceratopsidae \| \| \| \| \| \| Coronosauria \| \| \| \| |
|         | \| \| Leptoceratopsidae \| \| \| \| \| \| Coronosauria \| \| \| \| |
|         | Leptoceratopsidae                                                  |
|         |                                                                    |
|         | Coronosauria                                                       |
|         |                                                                    |

|  | Leptoceratopsidae |
|  |                   |
|  | Coronosauria      |
|  |                   |

|         | Archaeoceratops                                                    |
|         |                                                                    |
| unnamed | \| \| Leptoceratopsidae \| \| \| \| \| \| Coronosauria \| \| \| \| |
|         | \| \| Leptoceratopsidae \| \| \| \| \| \| Coronosauria \| \| \| \| |
|         | Leptoceratopsidae                                                  |
|         |                                                                    |
|         | Coronosauria                                                       |
|         |                                                                    |

|  | Leptoceratopsidae |
|  |                   |
|  | Coronosauria      |
|  |                   |

|         | Archaeoceratops                                                    |
|         |                                                                    |
| unnamed | \| \| Leptoceratopsidae \| \| \| \| \| \| Coronosauria \| \| \| \| |
|         | \| \| Leptoceratopsidae \| \| \| \| \| \| Coronosauria \| \| \| \| |
|         | Leptoceratopsidae                                                  |
|         |                                                                    |
|         | Coronosauria                                                       |
|         |                                                                    |

|  | Leptoceratopsidae |
|  |                   |
|  | Coronosauria      |
|  |                   |

|         | Archaeoceratops                                                    |
|         |                                                                    |
| unnamed | \| \| Leptoceratopsidae \| \| \| \| \| \| Coronosauria \| \| \| \| |
|         | \| \| Leptoceratopsidae \| \| \| \| \| \| Coronosauria \| \| \| \| |
|         | Leptoceratopsidae                                                  |
|         |                                                                    |
|         | Coronosauria                                                       |
|         |                                                                    |

|  | Leptoceratopsidae |
|  |                   |
|  | Coronosauria      |
|  |                   |

|         | Goyocephale                                                            |
|         |                                                                        |
| unnamed | \| \| Homalocephale \| \| \| \| \| \| Pachycephalosauridae \| \| \| \| |
|         | \| \| Homalocephale \| \| \| \| \| \| Pachycephalosauridae \| \| \| \| |
|         | Homalocephale                                                          |
|         |                                                                        |
|         | Pachycephalosauridae                                                   |
|         |                                                                        |

|  | Homalocephale        |
|  |                      |
|  | Pachycephalosauridae |
|  |                      |

|         | Goyocephale                                                            |
|         |                                                                        |
| unnamed | \| \| Homalocephale \| \| \| \| \| \| Pachycephalosauridae \| \| \| \| |
|         | \| \| Homalocephale \| \| \| \| \| \| Pachycephalosauridae \| \| \| \| |
|         | Homalocephale                                                          |
|         |                                                                        |
|         | Pachycephalosauridae                                                   |
|         |                                                                        |

|  | Homalocephale        |
|  |                      |
|  | Pachycephalosauridae |
|  |                      |

|         | Archaeoceratops                                                    |
|         |                                                                    |
| unnamed | \| \| Leptoceratopsidae \| \| \| \| \| \| Coronosauria \| \| \| \| |
|         | \| \| Leptoceratopsidae \| \| \| \| \| \| Coronosauria \| \| \| \| |
|         | Leptoceratopsidae                                                  |
|         |                                                                    |
|         | Coronosauria                                                       |
|         |                                                                    |

|  | Leptoceratopsidae |
|  |                   |
|  | Coronosauria      |
|  |                   |

|         | Archaeoceratops                                                    |
|         |                                                                    |
| unnamed | \| \| Leptoceratopsidae \| \| \| \| \| \| Coronosauria \| \| \| \| |
|         | \| \| Leptoceratopsidae \| \| \| \| \| \| Coronosauria \| \| \| \| |
|         | Leptoceratopsidae                                                  |
|         |                                                                    |
|         | Coronosauria                                                       |
|         |                                                                    |

|  | Leptoceratopsidae |
|  |                   |
|  | Coronosauria      |
|  |                   |

|         | Archaeoceratops                                                    |
|         |                                                                    |
| unnamed | \| \| Leptoceratopsidae \| \| \| \| \| \| Coronosauria \| \| \| \| |
|         | \| \| Leptoceratopsidae \| \| \| \| \| \| Coronosauria \| \| \| \| |
|         | Leptoceratopsidae                                                  |
|         |                                                                    |
|         | Coronosauria                                                       |
|         |                                                                    |

|  | Leptoceratopsidae |
|  |                   |
|  | Coronosauria      |
|  |                   |

|         | Archaeoceratops                                                    |
|         |                                                                    |
| unnamed | \| \| Leptoceratopsidae \| \| \| \| \| \| Coronosauria \| \| \| \| |
|         | \| \| Leptoceratopsidae \| \| \| \| \| \| Coronosauria \| \| \| \| |
|         | Leptoceratopsidae                                                  |
|         |                                                                    |
|         | Coronosauria                                                       |
|         |                                                                    |

|  | Leptoceratopsidae |
|  |                   |
|  | Coronosauria      |
|  |                   |

|         | Archaeoceratops                                                    |
|         |                                                                    |
| unnamed | \| \| Leptoceratopsidae \| \| \| \| \| \| Coronosauria \| \| \| \| |
|         | \| \| Leptoceratopsidae \| \| \| \| \| \| Coronosauria \| \| \| \| |
|         | Leptoceratopsidae                                                  |
|         |                                                                    |
|         | Coronosauria                                                       |
|         |                                                                    |

|  | Leptoceratopsidae |
|  |                   |
|  | Coronosauria      |
|  |                   |

|         | Archaeoceratops                                                    |
|         |                                                                    |
| unnamed | \| \| Leptoceratopsidae \| \| \| \| \| \| Coronosauria \| \| \| \| |
|         | \| \| Leptoceratopsidae \| \| \| \| \| \| Coronosauria \| \| \| \| |
|         | Leptoceratopsidae                                                  |
|         |                                                                    |
|         | Coronosauria                                                       |
|         |                                                                    |

|  | Leptoceratopsidae |
|  |                   |
|  | Coronosauria      |
|  |                   |

|         | Archaeoceratops                                                    |
|         |                                                                    |
| unnamed | \| \| Leptoceratopsidae \| \| \| \| \| \| Coronosauria \| \| \| \| |
|         | \| \| Leptoceratopsidae \| \| \| \| \| \| Coronosauria \| \| \| \| |
|         | Leptoceratopsidae                                                  |
|         |                                                                    |
|         | Coronosauria                                                       |
|         |                                                                    |

|  | Leptoceratopsidae |
|  |                   |
|  | Coronosauria      |
|  |                   |

|         | Archaeoceratops                                                    |
|         |                                                                    |
| unnamed | \| \| Leptoceratopsidae \| \| \| \| \| \| Coronosauria \| \| \| \| |
|         | \| \| Leptoceratopsidae \| \| \| \| \| \| Coronosauria \| \| \| \| |
|         | Leptoceratopsidae                                                  |
|         |                                                                    |
|         | Coronosauria                                                       |
|         |                                                                    |

|  | Leptoceratopsidae |
|  |                   |
|  | Coronosauria      |
|  |                   |

## Cryptozoologie
Deux cryptides d'Afrique centrale sont parfois présentés comme des cératopsiens : l'Emela-ntouka, un cryptide congolais que certains assimilent à un Centrosaurus, et le Ngoubou, un cryptide camerounais que certains assimilent à un Triceratops ou à un Chasmosaurus. Cependant, la plupart des naturalistes rejettent cette hypothèse : en effet, aucun fossile de cératopsien n'a été découvert en Afrique jusqu'à présent.